# 張俊菲

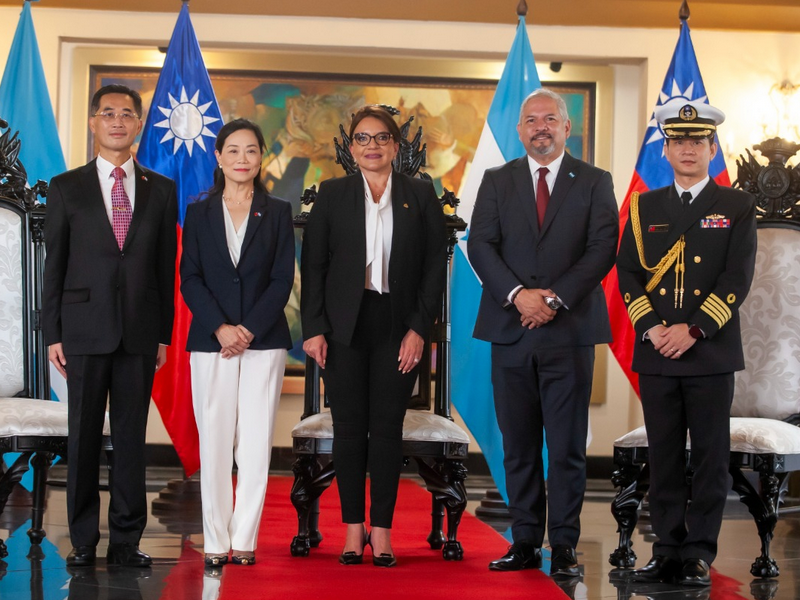
2022年7月29日，張俊菲（中左）向宏都拉斯總統卡蕬楚（中）呈遞到任国书。

張俊菲，中華民國外交官。畢業於麥肯尼長老教會大學學士、國立政治大學戰略與國際事務在職專班碩士，曾任駐巴西臺北經濟文化辦事處秘書、駐巴拉圭大使館公使銜參事、外交部拉丁美洲及加勒比海司副司長、駐葡萄牙臺北經濟文化中心公使銜代表、駐宏都拉斯大使、駐西班牙台北經濟文化辦事處大使銜代表等職務，現任駐瓜地馬拉大使。

## 職業生涯
2016年7月22日，擔任駐巴拉圭大使館公使超過6年的張俊菲舉辦惜別餐會，包括巴拉圭前總統佛朗哥、前第一夫人暨參議員阿法羅（Emilia Alfaro）、前副總統賈斯狄優尼夫婦、公共衛生暨社會福利部長巴里沃斯（Antonio Barrios）夫婦、住居部長努涅斯（Soledad Nunez）、外交部政務次長卡貝友（Oscar Cabello）夫婦、禮賓處長賴卡特（Auda Roig de Reichardt）、巴拉圭工業聯盟主席潘普利嘉（Carlos Alfonso Pampliega）夫婦，以及首都亞松森重要僑領、僑胞等，總計超過100人參加。
2023年3月22日，宏都拉斯外交部長雷伊納依照總統卡蕬楚指示，率團出訪中華人民共和國協商建交事宜，中華民國外交部在23日決定立即召回大使張俊菲以表達強烈不滿。26日，中華民國宣布與宏都拉斯斷交。
2024年7月，駐西班牙代表張俊菲轉任駐瓜地馬拉大使，成為中華民國駐該國首位女性大使。